# Zdzisław Tranda

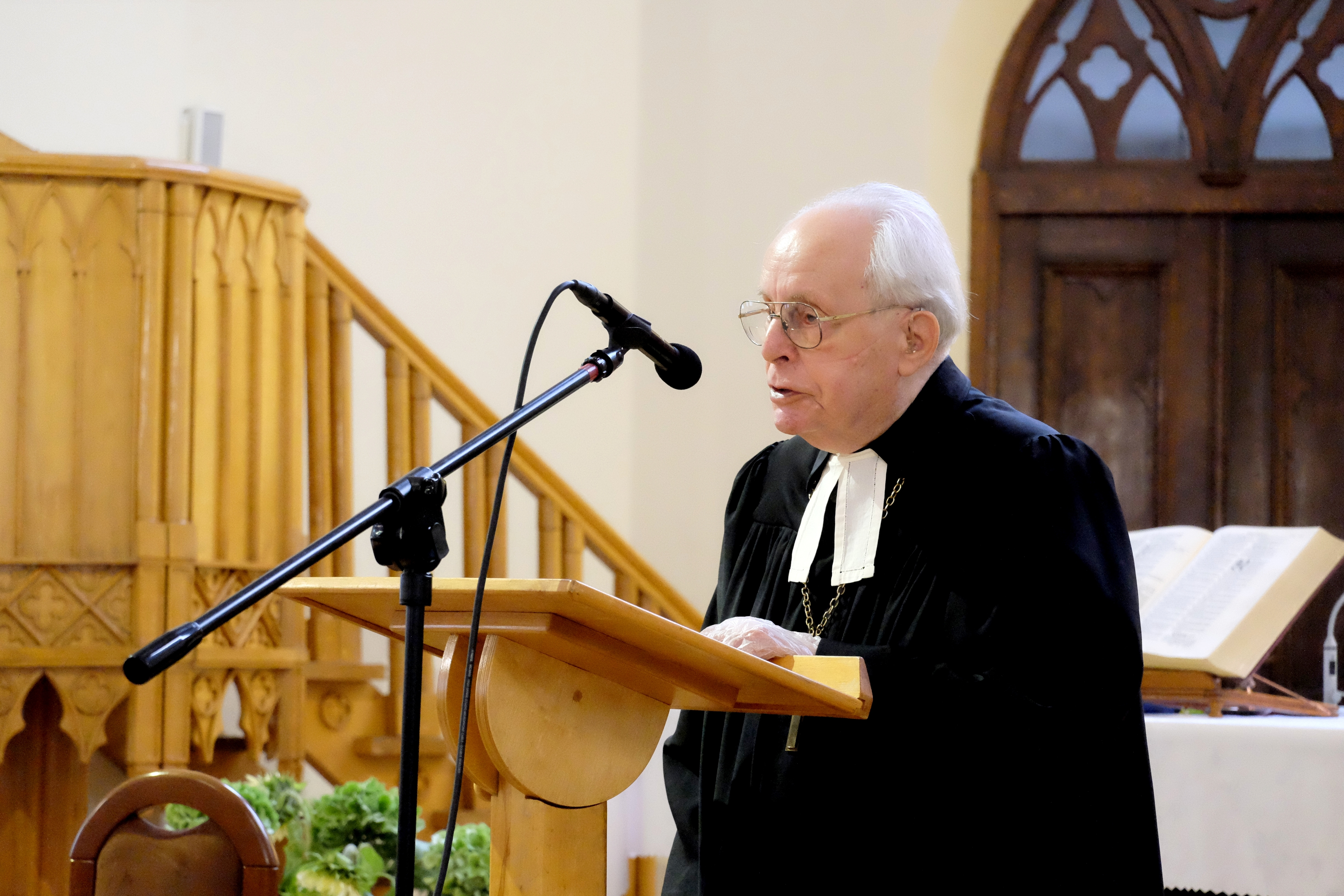
Zdzisław Tranda, 2020

Zdzisław Tranda (* 18. Dezember 1925 in Posen; † 24. Februar 2025) war ein polnischer evangelisch-reformierter Theologe und Bischof der Reformierten Kirche in Polen.

## Leben und Wirken
Tranda studierte nach der Erlangung seiner Hochschulreife Evangelische Theologie. Danach wurde er in den Dienst eines Vikars seiner Kirche übernommen und nach seiner Vikariatszeit am 18. November 1952 zum Pastor ordiniert und bekam die Pfarrei Zelów. Von 1978 bis 2002 übte er das Amt des Generalsuperintendenten aus. Dabei trug er den Titel „Bischof“ in der mit 4000 Gläubigen nur sehr kleinen polnischen Minderheitskirche. Unter seiner Leitung wurde 1991 auch Frauen der Zugang zum Pastorenamt ermöglicht.
Er war Mitglied der Christlichen Friedenskonferenz seit ihrem Beginn mit ihrer ersten Tagung 1958. 20 Jahre später gehörte er zu den Teilnehmern der V. Allchristlichen Friedensversammlung, die 1978 in Prag veranstaltet wurde. Von 1990 bis 1993 war er auch Präses des Polnischen Ökumenischen Rates. Seit 1997 war er Vorsitzender im Landeskomitee der Biblischen Gesellschaft in Polen.
Als Vorsitzender des überkonfessionellen Vereins DEOrecordings machte er sich zum Promotor der Idee, das Evangelium von Jesus Christus den Zeitgenossen durch die modernen Medien und besonders die Musik nahezubringen.
Tranda ist auch durch eine einleitende Kommentierung eines für Polen kirchengeschichtlich wichtigen Buches in Erscheinung getreten.
Zdzisław Tranda war verheiratet, hatte zwei Kinder, drei Enkelkinder, und zwei Urenkelkinder.

## Werke
- Einleitung zu: Aleksandra Sękowska (Hrsg.): Epistolae tres lectu dignissimae, de recta et legitima ecclesiarum bene instituendarum ratione ac modo: ad potentiss(imum) regem Poloniae, Senatum, reliquosque Ordines (dt.: Drei Briefe, welche würdig sind, gelesen zu werden, an den überaus mächtigen König von Polen, den Senat und die übrigen Stände.) ISBN 83-89100-32-0.